# 萨姆·马内克肖

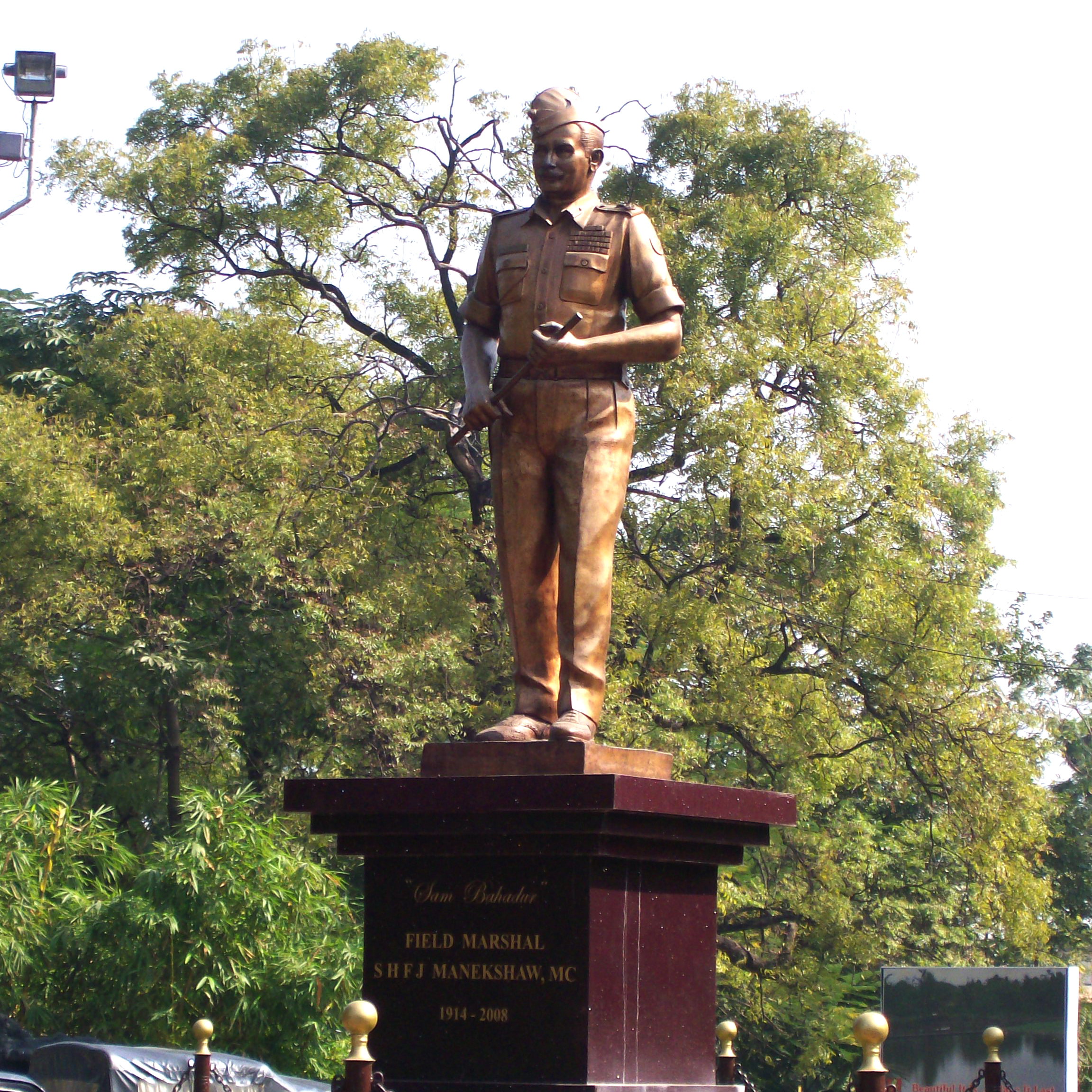
普纳軍營里的萨姆·马内克肖塑像

萨姆·马内克肖（Sam Hormusji Framji Jamshedji Manekshaw，MC；1914年4月3日—2008年6月27日），又称（勇敢的萨姆），印度第8任陆军参谋长，1973年被提升为第一位印军陆军元帅。二战期间开始在英属印度陆军服役，参加过五次战争，军事生涯横跨四十年。1969年出任陆军参谋长，在1971年印巴战争中指挥印军对巴基斯坦作战取得了胜利，战争持续两周，约45,000多名巴基斯坦士兵和45,000名文职人员被俘，东巴基斯坦无条件投降，最终导致了1971年12月孟加拉的解放。

## 生平

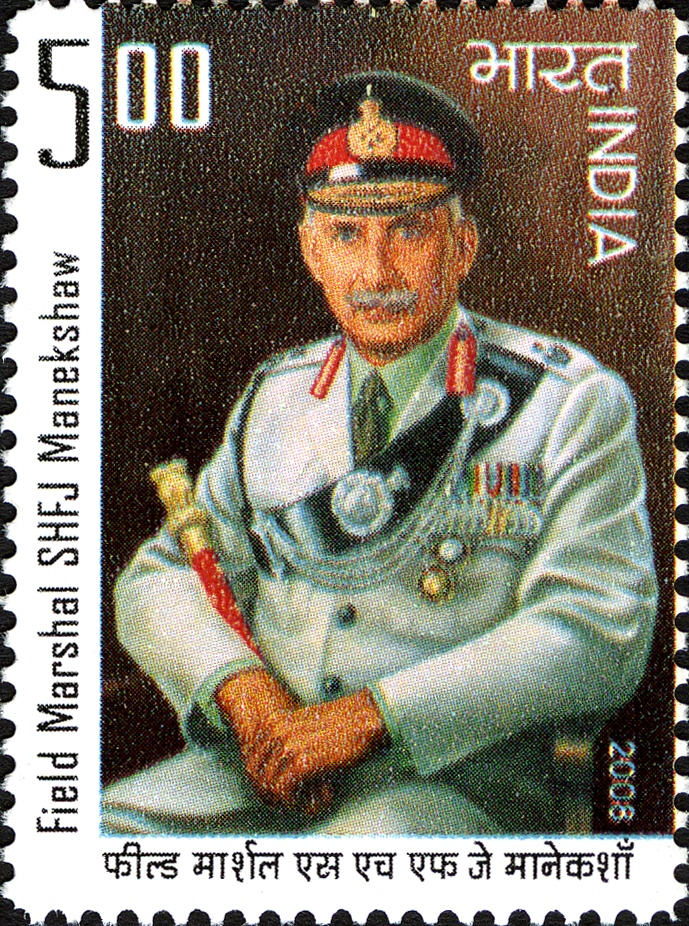
2008年的马内克肖邮票

马内克肖出生于阿姆利则的一个帕西人（印度拜火教徒）家庭，父亲Hormusji Manekshaw是医生。随父母从旁遮普的沃爾薩德搬到古吉拉特邦海岸。在当地完成学业后，1932年考试进入德拉敦的印度军事学院；1934年2月4日毕业，被任命为英属印度陆军少尉。
马内克肖的军旅生涯横跨四十年，从英屬印度时代和第二次世界大战期间，参加过针对巴基斯坦和中国的三次战争。1969年出任第八任陆军参谋长，成为印度首位元帅。
马内克肖退役后，担任数家公司董事会的独立董事和主席。2008年6月27日在泰米尔纳德邦威灵顿的军队医院死于肺炎并发症，年94岁。据报道，他留下的最后一句话是：“我很好！”

## 军衔
- 少尉，英属印度陆军 – 1934
- 中尉 – 1935
- 上尉 – 1940
- 少校 – 1943
- 中校 – 1945
- 上校 – 1946
- 准将 – 1947
- 准将，印度陆军 – 1950
- 少将 – 1957年12月
- 中将 – 1962年11月
- 上将 (COAS) – 1969年6月8日
- 元帅 – 1973年1月3日